# Colonna mobile in Calabria nell'anno 1852
Colonna mobile in Calabria (titolo originale: Colonne mobile en Calabre dans l'année 1852, Tournée en Calabre en octobre 1852) è un diario di viaggio scritto e illustrato da Horace de Rilliet, chirurgo militare aggregato al "13º Battaglione Cacciatori" svizzero dell'esercito napoletano; il volume è il resoconto di una spedizione militare avvenuta tra il 27 settembre e il 30 ottobre 1852 al seguito del re Ferdinando II in visita alle province calabresi.

## Storia editoriale
La prima edizione apparve a Ginevra, probabilmente nel 1853, edito con tecnica litografica da Pilet e Cougnard, sotto forma di un diario in lingua francese, vergato a mano, corredato di 203 illustrazioni a penna dello stesso Rilliet. La prima edizione fu riprodotta col sistema elettro-meccanico dall'editore Gustavo Brenner di Cosenza nel 1962.
Lo stesso editore pubblicò due anni dopo la prima traduzione in lingua italiana a cura di Elvio Buccieri. Una nuova edizione, corredata dai 203 disegni dell'autore, apparve nella traduzione di Agostino Formica per l'editore Jason di Reggio Calabria. Infine nel 2008 l'edizione illustrata, nella traduzione di Antonio Coltellaro, nella collana "Viaggio in Calabria" diretta da Vittorio Cappelli per la Rubbettino Editore di Soveria Mannelli.

## Contenuto
Nel diario dei trentaquattro giorni della spedizione, dalla partenza per mare da Napoli per Sapri il 27 settembre, al rientro a Napoli da Pizzo Calabro il 30 ottobre, Rilliet non si limita a descrivere i paesaggi e i costumi dei luoghi attraversati, ma ne riferisce gli avvenimenti storici, specialmente quelli a partire dal 1799, e ne osserva le relazioni sociali.

## Capitoli
- I giornata, 27 settembre. La partenza
- II giornata, 28 settembre. Navigando verso la Calabria
- III giornata, 29 settembre. Lauria
- IV giornata, 30 settembre. Sfilata a Lauria superiore
- V giornata, 1º ottobre. Piazza di Castelluccio
- VI giornata, 2 ottobre. Campo Tenese
- VII giornata, 3 ottobre. Piazza di Morano
- VIII e IX giornata, 4 e 5 ottobre. Castrovillari
- X giornata, 6 ottobre. Sosta nel percorso
- XI giornata, 7 ottobre. Tarsia
- XII giornata, 8 ottobre. Montalto visto dalla chiesa
- XIII giornata, 9 ottobre. Cosenza
- XIV giornata, 10 ottobre. La diana al campo
- XV giornata, 11 ottobre. Strada di Rogliano
- XVI giornata, 12 ottobre.
- XVII giornata, 13 ottobre. Golfo di Squillace da Tiriolo
- XVIII giornata, 14 ottobre. L'Amato e il Golfo di Sant'Eufemia
- XIX giornata, 15 ottobre. La battaglia di Maida
- XX giornata, 16 ottobre. Sosta a Chiaravalle
- XXI giornata, 17 ottobre. Piazza di Serra
- XXII giornata, 18 ottobre. Certosa di San Bruno
- XXIII giornata, 19 ottobre. Monteleone da mezzogiorno
- Dalla XXIV alla XXIX giornata, Dal 20 al 25 ottobre.
- Dalla XXX alla XXXII giornata, Dal 26 al 28 ottobre. Pizzo
- XXXIII e XXXIV giornata, 29-30 ottobre.

## Edizioni
- (FR) Horace Rilliet, Colonne mobile en Calabre dans l'année 1852, Genève, Impr. Pilet & Cougnard, 1855.
- Colonna mobile in Calabria nell'anno 1852, traduzione di Elvio Buccieri, Cosenza, Casa del libro Gustavo Brenner, 1962.
- Tournée in Calabria, Colonna mobile in Calabria nell'anno 1852, di Horace De Rilliet, chirurgo aggregato al 3º Battaglione Cacciatori, traduzione di Agostino Formica, prefazione di Agostino Formica, Reggio Calabria, Jason, 1991.
- Colonna mobile in Calabria nell'anno 1852, collana Collana Viaggio in Calabria, traduzione di Antonio Coltellaro, Introduzione di Tonino Ceravolo, Soveria Mannelli, Rubbettino Editore, 2008, ISBN 978-88-498-1885-7.